# Cantón de Luxemburgo
Luxemburgo (en luxemburgués Lëtzebuerg) es un cantón del centro de Luxemburgo, situado en el distrito de Luxemburgo. Su capital es Luxemburgo.

## Comunas

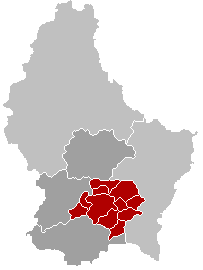
Comunas.

El cantón consta de 11 comunas:
- Bertrange
- Contern
- Hesperange
- Luxemburgo
- Niederanven
- Sandweiler
- Schuttrange
- Steinsel
- Strassen
- Walferdange
- Weiler-la-Tour

## Geografía
El cantón de Luxemburgo limita al norte con el cantón de Mersch, al este con el distrito de Grevenmacher, al sur con el cantón de Esch-sur-Alzette y al oeste con el cantón de Capellen.
- Datos: Q691741
- Multimedia: Canton of Luxembourg / Q691741